# Oetewaal
Oetewaal (ook wel Houtewael) was een dorp nabij Amsterdam. Het plaatsje lag aan de Sint Anthonisdijk, de zeedijk aan het IJ die van de Amstelmonding naar Muiden voerde. Het dorpje lag ongeveer ter hoogte van de Muiderpoort, Artis, de voormalige Oranje-Nassau Kazerne, en aan het begin van de Linnaeusstraat, die tot 1878 bekendstond als de Oetewalerweg. Deze weg leidde in vroeger tijden van Oetewaal naar de Diemermeer.
Aan de dijk lag verderop Outersdorp, waar nu het Flevopark is. Hier werd omstreeks 1631 de Oetewaler watermolen gebouwd, die in 1880 is afgebroken en vervangen door een stoomgemaal.

## Geschiedenis
Het dorp werd in 1308 voor het eerst in een document genoemd, en was bekend door de heiers die er woonden. Het was geen grote nederzetting; er waren wat huisjes, een kerk en een herberg. Het plaatsje leefde niet onder een erg gelukkig gesternte; het werd in 1575 tijdens de blokkades van Amsterdam door de Spanjaarden platgebrand, en werd bij de grote stormvloeden van januari 1624 al zwaar getroffen, en in maart 1651 bij een nog grotere stormvloed bijkans weggevaagd. Wat er nog van het dorp over was werd voor de Vierde Uitleg door Amsterdam geannexeerd. Diverse kunstenaars hebben de historische nederzetting in tekeningen en prenten vastgelegd.
De plaatsnaam leeft nog voort in enkele straatnamen in Amsterdam-Oost: het Oetewalerpad en de Oetewalerstraat. Ook de Oetewalerbrug is naar het plaatsje vernoemd. Tot 1878 heette de Linnaeusstraat de "Oetewalerweg". Daarnaast is de straatnaam ook te vinden in Nieuw-Vennep: Oetwaal.

## Afbeeldingen

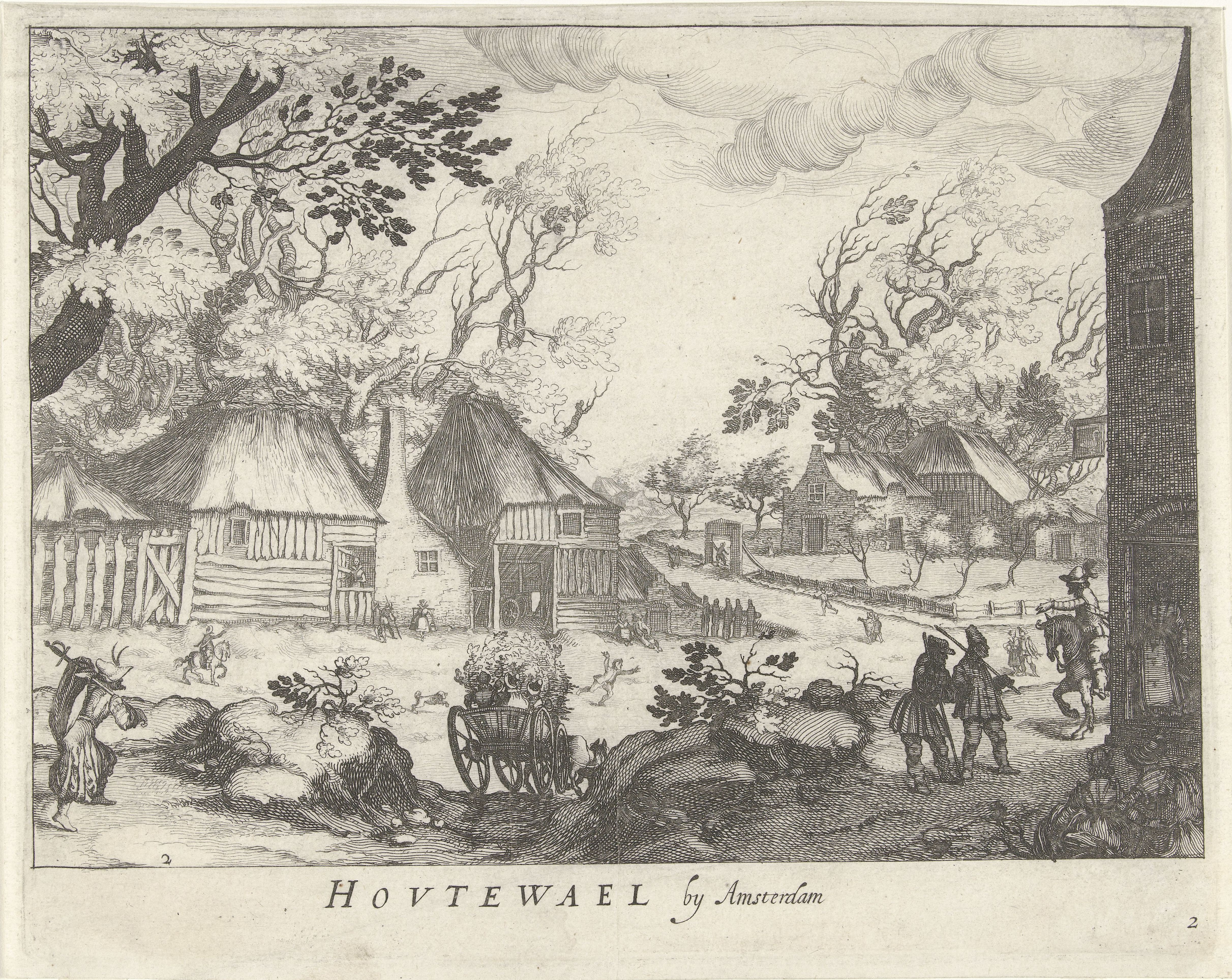
Simon Frisius, ca. 1601 - 1648
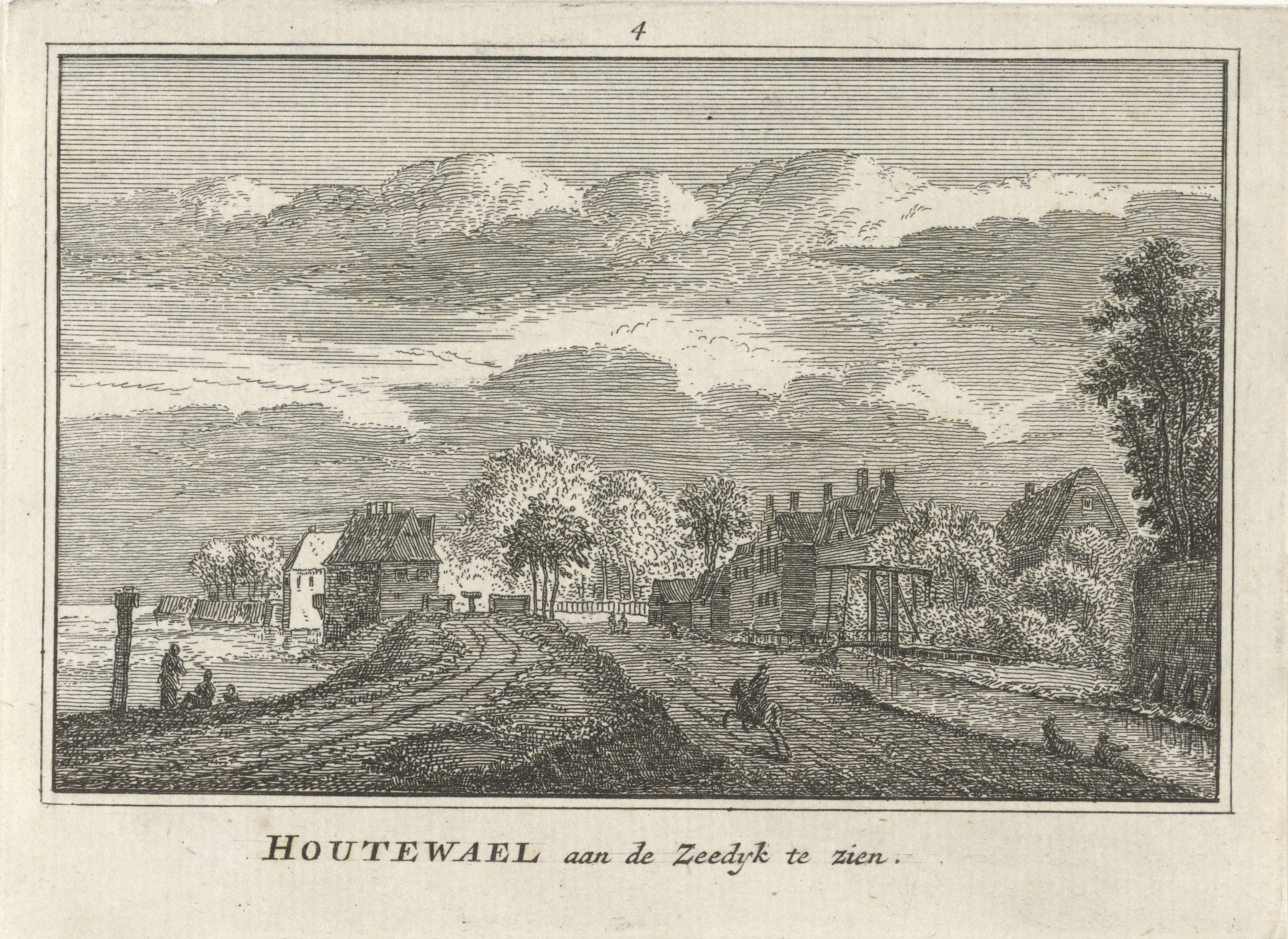
Abraham Rademaker, ca. 1727 - 1733
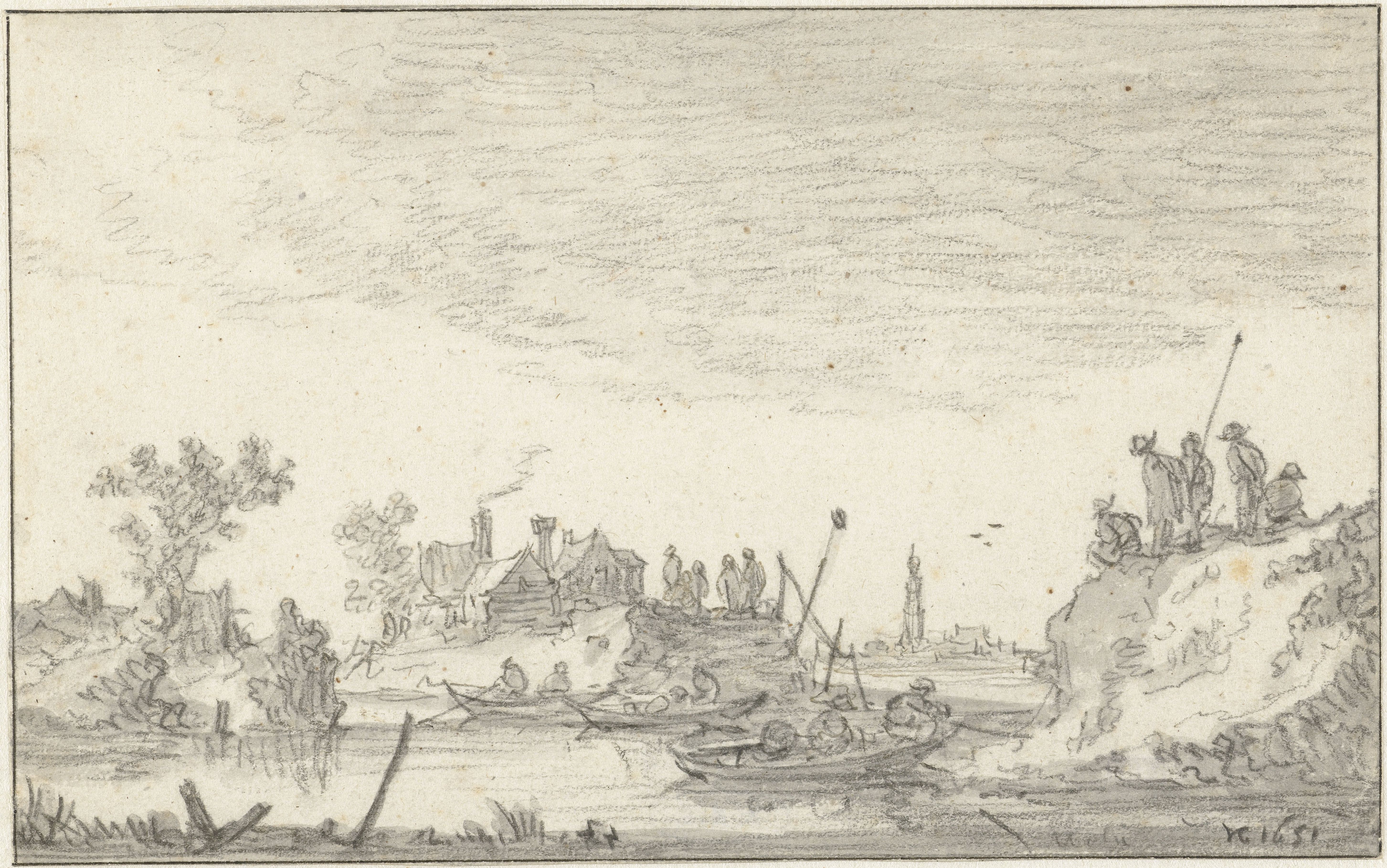
Jan van Goyen. 1651 dijkdoorbraak